# Plaza Nueva
La Plaza Nueva è una piazza di Siviglia, che si trova nel Distretto Casco Antiguo, cuore commerciale ed amministrativo della città, dove sorge anche il Palazzo del Comune.

## Caratteristiche
La piazza con le sue vie sorse nel 1848, quando venne abbattuto il convento Casa Grande dell'ordine francescano e l'edificio adiacente che ospitava l'Ospedale e il Collegio di San Buenaventura.
Del convento è ancora visibile la Cappella di San Onofrio. Il complesso ecclesiastico faceva parte dei beni improduttivi detenuti dalla Chiesa e confiscati dallo Stato nel periodo della seconda “desamortizaciòn”.
I lavori terminarono nel 1857, con l'inaugurazione e l'intitolazione all'Infanta Isabella, figlia del duca di Montpensier. Al centro di Plaza Nueva vi era un Chiosco della Musica, poi sostituito dal monumento al re San Fernando III di Castiglia nel 1924.
Plaza Nuova si presenta come una piazza moderna, ampia e decorata con stile: ha una pavimentazione bianca in linea con gli edifici e i monumenti circostanti.
In questa piazza, durante i lavori per la realizzazione della stazione metropolitana, nel 1970, vennero rinvenuti i resti di un'antica imbarcazione.